# Iatuca brevicornis
Iatuca brevicornis là một loài bọ cánh cứng trong họ Cerambycidae.